# 62e bataillon de chars de combat
Pour les articles homonymes, voir 62e bataillon.
Le 62e bataillon de chars de combat (62e BCC) est une unité de l'armée française. Créé en 1926 au Maroc, il est dissous en 1940.

## Historique des garnisons et combats du62eBCC

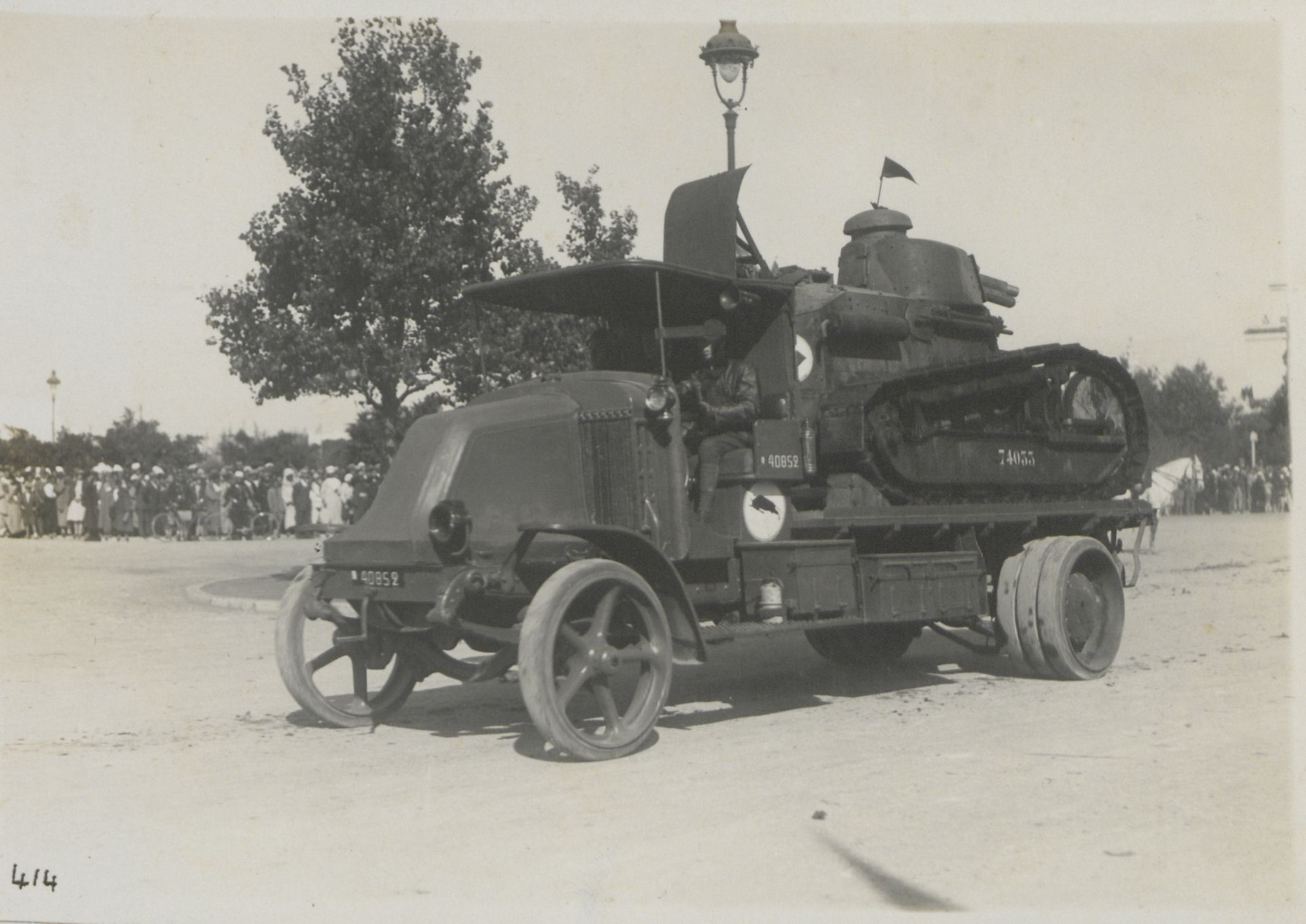
Char Renault FT sur porte-char Renault FU du, à Meknès vers 1929.

Le 62e BCC est créé le 1er octobre 1926 à partir du 517e régiment de chars de combat (IIe bataillon), envoyé au protectorat français du Maroc pendant la guerre du Rif,. Le bataillon est équipé de chars FT.
Il participe aux dernières opérations de la campagne du Maroc, dans le Tafilalet (1932) puis le djebel Saghro (1933).
En octobre 1935, deux compagnies du 62e BCC donnent naissance le nouveau 64e bataillon de chars de combat. En juillet 1937 le 62e BCC se dédouble à nouveau pour former le 66e bataillon de chars de combat, qui s'installe à Casablanca et Marrakech tandis que le 62e est en garnison à Meknès et Fès.
Le 62e BCC reçoit des chars R35 en 1939, qui équipent d'abord une seule compagnie (15 chars). Une seconde compagnie est rééquipée fin 1939-début 1940 mais la troisième compagnie reste équipée de 13 à 15 FT,.
Principalement chargé de la défense du littoral Atlantique marocain, le bataillon est dissous en novembre 1940.

## Insigne
L'emblème du bataillon est un taureau chargeant,.
Plusieurs variantes d'insigne métallique sont réalisées. En 1930, l'entreprise Mourgeon réalise un insigne argent avec le taureau sur une étoile à cinq branches ajourée, inscrite dans un cercle. Une variante locale est fabriquée avec l'étoile pleine et, sous le taureau, un petit disque portant le chiffre 62. En 1935, Mourgeon sort une nouvel fabrication, avec étoile pleine (émaillée en vert) et taureau noir.

## Personnalités ayant servi au bataillon
- Henri Serizier (1916-1952), Compagnon de la Libération.